# Allen Dorfman
Allen M. Dorfman (* 6. Januar 1923 in Detroit, Michigan; † 20. Januar 1983 in Lincolnwood, Illinois) war ein US-amerikanischer Versicherungsvertreter und Gewerkschafter mit engen Kontakten zur US-amerikanischen Mafia – insbesondere dem Chicago Outfit.
Schwerpunktmäßig war er für die International Brotherhood of Teamsters (IBT) – die Gewerkschaft der Transportarbeiter – beispielsweise als Treuhänder bzw. Geschäftsführer in deren Pensionsfonds Central States Pension Fund tätig. In diesem Zusammenhang war er in einigen Strafprozessen Beschuldigter diverser Kapitalverbrechen. Er wurde nie verurteilt, allerdings 1983 ermordet.
Diese Umstände und seine jüdische Abstammung begründen seine Zuordnung und Einschätzung als Kosher Nostra; insbesondere da sein Stiefvater Paul „Red“ Dorfman bereits über Kontakte zum Outfit verfügt hatte und Kopf der Müllwerkergewerkschaft „Waste Handler's Union“ war.

## Leben

### Frühe Jahre
Allen Dorfman war das Kind einer jüdischen Arbeiterfamilie aus Detroit und besuchte die „Marshall High School“ in Chicago. Er diente bei den Marines und erhielt nach seiner Teilnahme bei der Schlacht von Iwo Jima im Zweiten Weltkrieg den Silver Star.
Nach dem Krieg unterrichtete er an der University of Illinois Sport. Da er über seinen Stiefvater Kontakte zu den Gewerkschaften aufbauen konnte, wurde er 1949 Mitbegründer der neuen Versicherungsagentur der Teamsters, über die Krankenversicherungen und andere Leistungen den Gewerkschaftsmitgliedern angeboten wurden.

### Central States Pension Fund
Der Kontakt zu Jimmy Hoffa und den Teamsters war Dorfmans Stiefvater Paul zu verdanken. Als Vizepräsident hatte Hoffa 1955 ein erstes Abkommen mit Lastwagenfahrern und Lagerarbeitern im Mittleren Westen und im Süden der USA getroffen. Die Mitglieder vereinbarten die Zahlung von 2 % ihres Reallohns in einen gemeinsamen Fonds, der bereits im ersten Monat ein Volumen von 800.000 US-Dollar aufbaute, welches nach Ablauf eines Jahres auf 10 Mio. US-Dollar angewachsen war. Der Fonds wurde in Chicago angesiedelt.
Hoffa nahm auch wieder die Unterstützung von Paul „Red“ Dorfman in Anspruch, um loyale Mitglieder innerhalb der Gewerkschaft zu gewinnen, da er Präsident der gesamten Gewerkschaft werden wollte. 1960 wurde dann ein landesweiter Fonds daraus und Allen Dorfman dessen Geschäftsführer.
1959 kam es zu einer ersten Anklage bzw. Anhörung vor dem McClellan-Committee, welches sich mit den horrenden Zahlungen an Dorfman beschäftigten, die er aus dieser Zusammenarbeit zog; insbesondere da ein großer Teil offenbar illegal wieder zurück an den Gewerkschaftsführer Jimmy Hoffa geleitet wurden.
Der Central States Pension Fund war auch Finanzierungsquelle und wurde bald insbesondere bei der Kasino-Finanzierung in Las Vegas von zahlreichen Mobstern genutzt. Als es 1963 deshalb zu einem Prozess gegen Jimmy Hoffa in Chattanooga (Tennessee) kam, saß Dorfman mit auf der Anklagebank. Dorfman setzte seine Arbeit aber auch nach 1972 weiter fort.
Insbesondere waren es die Verflechtungen des Fonds beispielsweise mit der Argent-Corporation, die formal einige der Kasinos in Las Vegas verwaltete, welche zur Verdeckung der wahren Machtverhältnisse in den Kasinos vor Ort dienten. Die Argent war eine Gründung von Allen Glick; d. h. (Allen R. Glick Enterprises). Der Ablauf der Finanzierungen entwickelte sich immer nach dem gleichen Muster.
So standen beispielsweise 1974 das Stardust und das Fremont, das zur selben Gesellschaft wie das Stardust gehörte, zum Verkauf, da die Gesellschafter beider Kasinos unter großem finanziellen Druck standen. Dabei sollte die gleiche Finanzierung angewendet werden, wie beim Hacienda; d. h. die Gelder stammten aus dem Central States Pension Fund der Teamsters-Gewerkschaft. Und so kaufte Allen Glick 1974 für 65 Millionen US-Dollar aus Gewerkschaftsmitteln beide Objekte und integrierte sie in seine Argent Cooperation.
Der Kontakt wurde dabei über offizielle Kanäle der Teamsters zu Frank Balistrieri geleitet, dem Mafia-Boss von Milwaukee, der dann Nick Civella kontaktierte und der Fondsverwalter Roy Williams dann praktisch nur noch unterschreiben musste. Insbesondere gilt diese Form der Finanzierung für die Kasinos Aladdin, Circus Circus, The Sands, Dunes und Tropicana.
Allen Glick wurde später zu einem Pentito und die Verhältnisse bei den Teamsters und im Fond änderten sich durch die Ermittlungen und dem Eingreifen der Behörden. So wurde die externe Kontrolle des Fonds erzwungen und einige erfolgreiche Prozesse gegen führende Mafiosi führten dazu, dass auch Dorfman 1977 endgültig seine Position im Fonds aufgeben musste.

### Präsidentschaft der Teamsters
Hoffa selbst war 1963 verurteilt worden, musste 1967 seine Haftstrafe antreten und verlor seine Position als Gewerkschaftsführer. Sein Versuch, an die Spitze zurückzukehren wurde durch sein spurloses Verschwinden am 30. Juni 1975 verhindert. Im Oktober 1975 war Dorfman bei einem Treffen im „LaCosta Country Club“ anwesend, wo er mit Jackie Presser, Richard Nixon, Frank Fitzsimmons und Anthony Provenzano Golf spielte. Auf diesem Treffen wurde offenbar die Präsidentschaft bei den Teamsters von Presser beschlossen, da Roy Williams Position als Präsident der Gewerkschaft auf Grund juristischer Ermittlungen vakant wurde.
Hintergrund war der Bestechungsplan gegen Senator Howard Walter Cannon aus Nevada. Dieser war Vorsitzender des Senate Commerce Committee, das sich mit der Deregulierung des Transportgewerbes befasste und damit auch das Monopol der Teamsters gebrochen hätte, was dann auch geschah. Der Bestechungsversuch flog auf; Williams wurde 1983 verurteilt und musste eine Haftstrafe verbüßen; Presser wurde sein Nachfolger.

### Das Ende
Hintergrund für die Verurteilung von Williams waren Ermittlungen des FBI gegen Dorfman. Auf Grund seiner Kontakte und seiner Verwicklung an führender Stelle mit dem Organisierten Verbrechen war Dorfman selbst Ziel einer FBI-Operation mit Namen „Pendorf“ geworden, deren Name als Kürzel aus „Penetration of Allen Dorfman“ gebildet worden war.
Dorfman wurde massiv abgehört und die zahlreichen Mitschnitte waren Grundlage der Anklage im Mai 1981. Drei Tage vor der Verkündung des Strafmaßes wurde Dorfman am 20. Januar 1983 auf dem Parkplatz des Purple Hotels in Lincolnwood ermordet. Auf Grund des Modus Operandi wurde von einem Auftragsmord seitens des Outfits ausgegangen.
Ein Motiv wäre es demnach gewesen, dass Dorfman angesichts einer möglichen Haftstrafe von bis zu 55 Jahren sich hätte entschließen können, zum Kronzeugen und Pentito zu werden, um seine eigene Strafe abzumildern.

## Nachlass
Im Januar 1983 war Anthony Spilotro vom FBI in Nevada festgenommen worden; Staatsanwalt Paul Nealis bezeichnete ihn als Bindeglied zwischen dem organisierten Verbrechen in Chicago und dem von Las Vegas. Seine Rolle bei finanziellen Abschöpfung der Kasinos in Las Vegas geriet damit in den öffentlichen Fokus. Auf Grundlage der Meldung seiner Verhaftung durch die AP bezeichnete die New York Times Spilotro als Assoziierten und Freund vom Allen Dorfman.
Die Bosse Jackie Cerone, Joseph Aiuppa, Carl DeLuna etc. wurden wegen der illegalen Abschöpfung der Kasinos in Höhe von 2 Mio. US-Dollar verurteilt. Um weitere Enthüllungen zu vermeiden, sollen auf ihre Anweisung unzuverlässige Personen und potentielle Pentiti ermordet worden sein, um weitere Anklagen zu verhindern.
Der Mord an Dorfman wurde nie aufgeklärt; es gab Hinweise, dass Frank Schweihs Informationen zu dem Mord geben könnte oder sogar selbst in diese Tat verwickelt war. Die Spekulationen endeten jedoch mit dem Tod von Schweihs am 23. Juli 2008, so dass Schweihs vor Gericht nicht mehr aussagen konnte, der durch die FBI-Operation „Family Secrets“ (engl. „Familiengeheimnisse“) 2005 verhaftet und angeklagt worden war.

## Adaptionen
Im Film Casino, der die Unterwanderung der Spielbanken in Las Vegas thematisiert, basiert die Rolle des „Andy Stone“ (verkörpert durch den Schauspieler Alan King) auf Dorfman.

## Dokumentationen
2012: Im Netz der Mafia – Die Geheimakten des FBI: Der Finanzjongleur Allen Dorfmann (Folge 9 von 13); Erstausstrahlung in Deutschland ZDF am 10. Juni 2013 OT: Mafia’s Greatest Hits: Allen Dorfman; Erstausstrahlung UK 13. Juli 2012